# Das Beste von kurz nach früher bis jetzte
Das Beste von kurz nach früher bis jetze es el undécimo álbum de Die Ärzte. Es una recopilación de versiones alternativas, remixes, canciones en vivo y algunas canciones originales.

## Canciones
CD1
1. Quark [Sin importancia] (Urlaub) - 2:43
2. Grace Kelly (Urlaub) - 2:17
3. Zu spät [Muy tarde] (Urlaub) - 2:43
4. Mr. Sexpistols [Sr. Sex Pistols ] (Felsenheimer) - 3:13
5. Käfer [ Escarabajo] (Urlaub) - 2:53
6. Radio brennt [la radio arde] (Urlaub) - 6:56
7. Ich bin reich [soy rico] (Urlaub) - 4:22
8. Madonnas Dickdarm [El colon de Madonna] (Felsenheimer, Urlaub, Liebing) - 2:11
9. Ist das alles? [Eso es todo?] (Felsenheimer) - 4:38
10. Ohne Dich [Sin ti] (Urlaub) - 2:43
11. Gabi gibt 'ne Party [Gabi hace una fiesta] (Felsenheimer, Urlaub) - 3:08
12. Und ich weine [Y yo lloro] (Urlaub) - 3:02
13. Du willst mich küssen [Quieres besarme] (Urlaub) - 4:49
14. Ewige Blumenkraft [Eterna fuerza de las flores] (Felsenheimer, Urlaub) - 3:19
15. Blumen [ Flores ] (Felsenheimer) - 3:08
16. Das ist Rock'n'Roll [Esto es Rock'n'Roll] (Felsenheimer, Urlaub) - 3:02
17. 2000 Mädchen [2000 chicas] (Felsenheimer, Urlaub) - 5:49
18. Zum letzten Mal [Por última vez] (Urlaub) - 4:26
19. Friedenspanzer [Tanque de la paz] (Gonzalez, Felsenheimer) - 3:55

CD2
1. Wie am ersten Tag [Como en el primer día] (Urlaub) - 3:42
2. Alleine in der Nacht [Solo en la noche] (Felsenheimer) - 2:46
3. Bitte bitte [Por favor, por favor] (Urlaub) - 7:33
4. Wegen dir [Debido a ti] (Urlaub) - 3:06
5. Elke (Urlaub) - 3:58
6. Westerland (to the Max) [ Westerland (al máximo)] (Felsenheimer, Urlaub) - 9:52
7. Außerirdische [Extraterrestre] (Urlaub) - 2:39
8. Claudia III (Felsenheimer, Urlaub, Liebing] - 3:38
9. Gwendoline (Urlaub) - 2:49
10. Gabi & Uwe in: Liebe & Frieden [Amor y paz] (Felsenheimer, Urlaub) - 3:22
11. Baby ich tu's [Baby, lo haré] (Felsenheimer) - 3:06
12. ♀ (Urlaub) - 10:16
13. Gute Zeit [Buen tiempo] (Felsenheimer) - 3:31
14. Ich weiß nicht, ob es Liebe ist... [No sé, si esto es amor...] (Urlaub) - 3:47
15. Schrei nach Liebe [Grito por amor] (Felsenheimer, Urlaub) - 4:12

- Datos: Q1167274